# Andreas Eggerdes
Andreas Eggerdes (* um 1500 in Rostock; † 21. August 1550 ebenda) war ein deutscher katholischer Theologe, Hochschullehrer und Rektor.

## Leben
Andreas Eggerdes studierte ab dem Sommersemester 1524 an der Philosophischen Fakultät der Universität Rostock, an der er am 24. März 1528 zum Baccalaureus promoviert wurde. Zum weiteren Studium wechselte er zum 5. Dezember 1532 an die Artistenfakultät der Universität Köln. Die Promotion zum Magister artium erfolgte an der Kölner Montanerburse am 1. April 1533. Bereits im Sommer 1532 war die Rezeption Eggerdes' unter Dekan Konrad Pegel an der Philosophischen Fakultät erfolgt, an der er dann als vom Rat der Stadt Rostock ernannter Professor Artes im Collegium philosophicum lehrte. Er war mehrfach Dekan der Fakultät und wirkte zwischen 1539 und 1549 achtmal als Rektor und zweimal als Vizerektor der Akademie. Sein Nachfolger wurde Bernhard Mensing.
Eggerdes blieb katholisch, auch wenn er 1541 bei einer Visitation zusagte, sich (im Sinne der Reformation) zu bessern. Er hatte ein Kanonikat am Kollegiatstift der Jakobikirche und damit verbunden als Pfründe die Pfarrei der Dorfkirche in Biestow, einer Filialkirche der Jakobikirche. 1543 verbot der Rostocker Rat seinen Bürgern, nach Biestow zur Messe zu gehen.
Neben Konrad Pegel gehörten Eggerdes und die zur gleichen Zeit beginnenden Arnold Burenius und der Magister Henricus Arsenius (eigentlich Hinrich Pauli) zu den Stützen, die der niedergehenden Universität wieder zu einem Ruf verhalfen. Eggerdes wurde 1540 im Rostocker Senatsauftrag nach Köln entsandt, um dort Lehrer für die Rostocker Universität anzuwerben. Zu den von den Ratsherren Umworbenen zählten Johannes Bronkhorst aus Nimwegen, Johannes Strubbe aus Deventer und Gilbert de Longueil aus Utrecht.